# Mary Main
Mary Main (1943 – 6 gennaio 2023) è stata una psicologa statunitense, esperta in psicologia dello sviluppo, professore presso il Dipartimento di Psicologia dell'Università della California - Berkeley.

## Biografia
Nel 1985 ha individuato, insieme ad alcuni colleghi, relativamente agli stili di attaccamento delineati da Mary Ainsworth attraverso il protocollo della Strange Situation, un quarto stile di attaccamento dei bambini, che ha chiamato "disorganizzato".
Lo stile "disorganizzato/disorientato", valutato come un fattore di rischio per l'insorgenza di una serie di disturbi psicologici, può essere caratterizzato dalla mancanza di una coerente strategia comportamentale organizzata, nel far fronte alle sollecitazioni che il bambino riceve durante la Strange Situation.
La Main, basandosi sulla Strange Situation per bambini, ideata da Mary Ainsworth, ha creato l'Adult Attachment Interview (AAI), un'intervista semistrutturata per valutare lo stile di attaccamento negli adulti.
Uno studio italiano condotto nel 1999, ha rilevato che uno strumento come l'AAI (Adult Attachment Interview) può essere applicato con risultati significativi, anche alla cultura italiana. La ricerca è stata attuata su un gruppo di 50 donne italiane, di età compresa tra ventitré e quarant'anni, madri di bambini da uno a due anni. I risultati hanno indicato un sostanziale appaiamento, nella distribuzione degli stili di attaccamento, fra il campione italiano e quello delle altre culture occidentali prese in esame.